# Georg Weinblum
Paul Georg Weinblum (* 10. Januarjul. / 22. Januar 1897greg. in Neu-Kalzenau, Livland; † 4. April 1974 in Hamburg) war ein deutsch-baltischer Ingenieur, Schiffbauforscher und Hochschullehrer.

## Leben

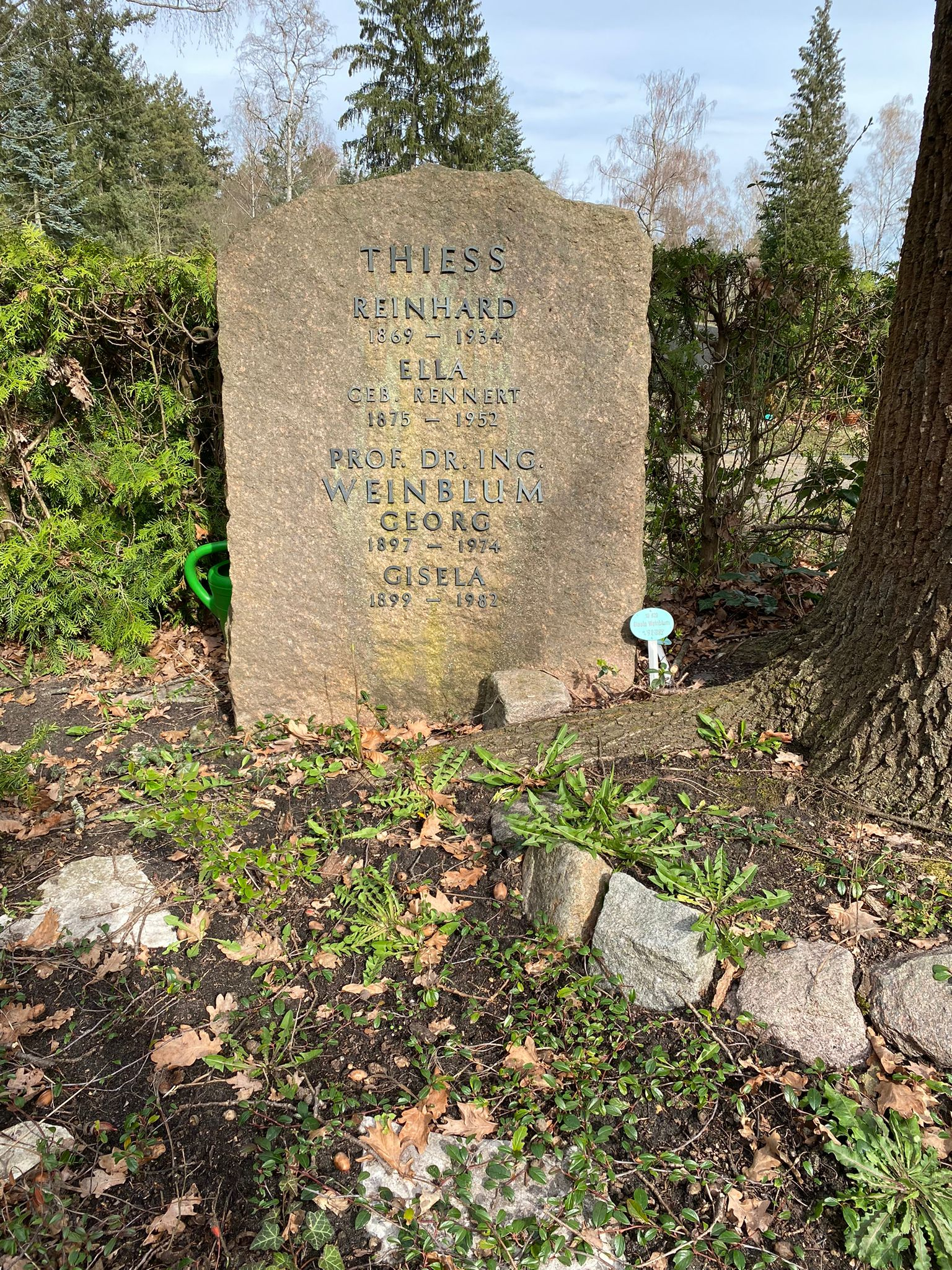
Grabstätte auf dem Parkfriedhof Lichterfelde

Weinblum war Sohn des Oberförsters Karl Weinblum. Er besuchte die Gymnasien in Wenden und St. Petersburg, wo er 1914 das Abitur ablegte.  Er studierte Schiffbau zunächst in Sankt Petersburg, wo er die Arbeiten Bubnows, Krylows und Tymoschenkos kennenlernte. Nach einer Unterbrechung durch die Oktoberrevolution und dem Dienst in der Baltischen Landeswehr setzte er seine Studien später an der Technischen Hochschule Danzig fort, wo er auch 1923 sein Studium als Diplom-Ingenieur abschloss. Er wurde Mitglied des deutsch-baltischen Corps Rubonia. Nach seinem Studium war er von 1923 bis 1929 Assistent für Schiffstheorie und Entwurf an der Technischen Hochschule Danzig. Dort wurde er 1929 zum Dr.-Ing. promoviert. In den Jahren von 1929 bis 1938 arbeitete Weinblum als Forschungsingenieur an der Preußischen Versuchsanstalt für Wasserbau und Schiffbau in Berlin. 1931 habilitierte er sich an der Technischen Hochschule Charlottenburg. Im Jahr 1934 wurde er zunächst Privatdozent, 1936 dann apl. Professor an der TH Charlottenburg.
1934 heiratete er die Konzertsängerin Gisela Thiess (1899–1982).
Von 1938 bis 1943 war Weinblum Forschungsleiter und Direktor bei der Gebr. Sachsenberg AG in Dessau-Roßlau, Berlin und Harburg. Im Jahr 1943 kehrte er als ordentlicher Professor für Schiffstheorie an die TH Danzig zurück.
Nach dem Zweiten Weltkrieg arbeitete er zunächst für die Admiralität in England, ging dann von 1948 bis 1952 als wissenschaftlicher Berater ans David Taylor Model Basin in Washington, D.C. (USA). Im Jahr 1952 kehrte Weinblum nach Deutschland zurück, da er als ordentlicher Professor und Direktor des Instituts für Schiffbau an die Universität Hamburg berufen worden war. Gleichzeitig erhielt er 1952 noch einen Lehrauftrag für das Fachgebiet „Widerstand von Schiffen“ an der Technischen Hochschule Hannover. 1953 wurde er Honorarprofessor. Als international anerkannter Experte der Schiffbauforschung wirkte er hier über seine Emeritierung im Jahre 1962 hinaus bis zu seinem Tod.
Seine letzte Ruhestätte fand Georg Weinblum auf dem Berliner Parkfriedhof Lichterfelde.

## Ehrungen
Am 19. November 1960 wurde er an der Technischen Universität Berlin zum Dr.-Ing. E. h. ernannt und 1972 erhielt er ein Ehrendoktorat der Technischen Universität Wien.
Weinblum wurde 1973 das Große Verdienstkreuz der Bundesrepublik Deutschland verliehen. Nach ihm ist die „Georg Weinblum-Stiftung“ benannt, die 1978 in Deutschland und in den USA in Erinnerung an den bekannten Schiffbauforscher gegründet wurde. Zu seinem Gedenken hält jährlich ein renommierter Schiffshydrodynamiker eine Vorlesung, um im Sinne Weinblums die internationale Zusammenarbeit zu fördern. Seit 1963 war er korrespondierendes Mitglied der Braunschweigischen Wissenschaftlichen Gesellschaft. Wenige Wochen vor seinem Tod wurde er als korrespondierendes Mitglied in die Académie des sciences aufgenommen.